# پیکدیلی سرکس
پیکدیلی سِـرکِـس (انگلیسی: Piccadilly Circus) یک تقاطع در ناحیه وست اند لندن، شهر وست‌مینستر است.
این تقاطع که در محل اتصال خیابان ریجنت و پیکدیلی در سال ۱۸۱۹ ساخته شده در نزدیکی مناطق خرید و تفریحی وست اند قرار دارد و خود به دلیل داشتن تابلوهای تبلیغاتی بزرگ نئون و صفحه‌های نمایش ویدئویی یکی از جاذبه‌های گردشگری لندن محسوب می‌شود.
ایستگاه متروی پیکدیلی سیرکوس در این تقاطع قرار دارد.

## نگارخانه

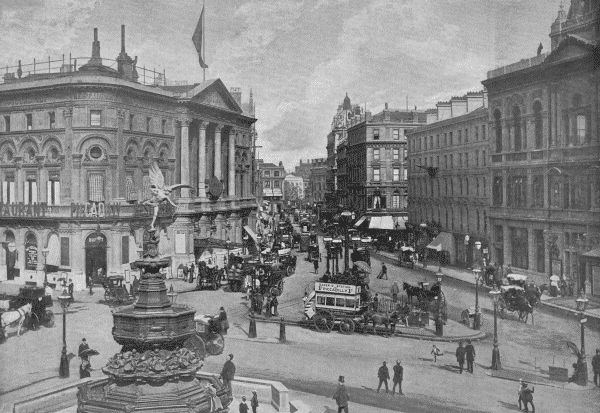
۱۸۹۶
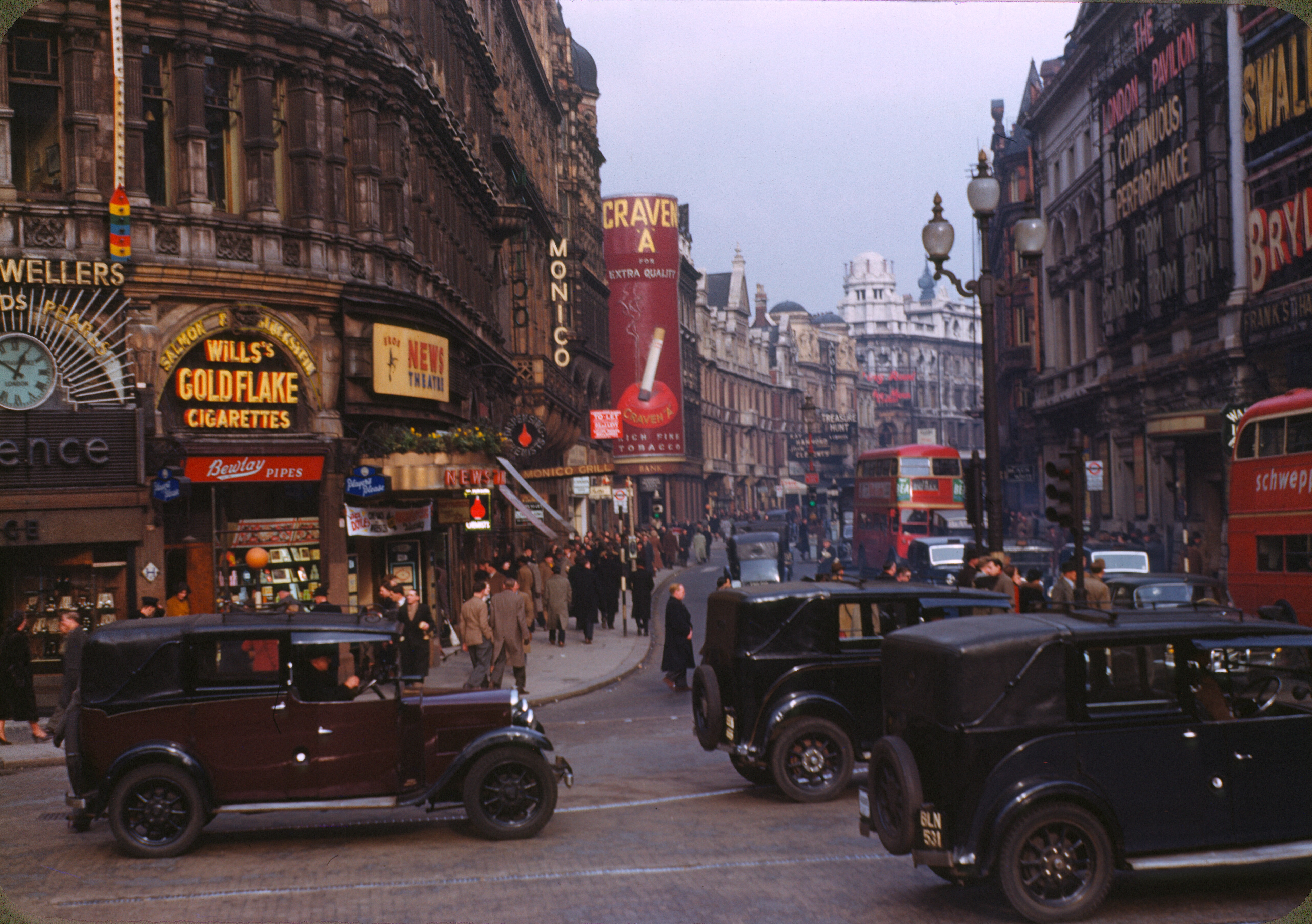
۱۹۴۹
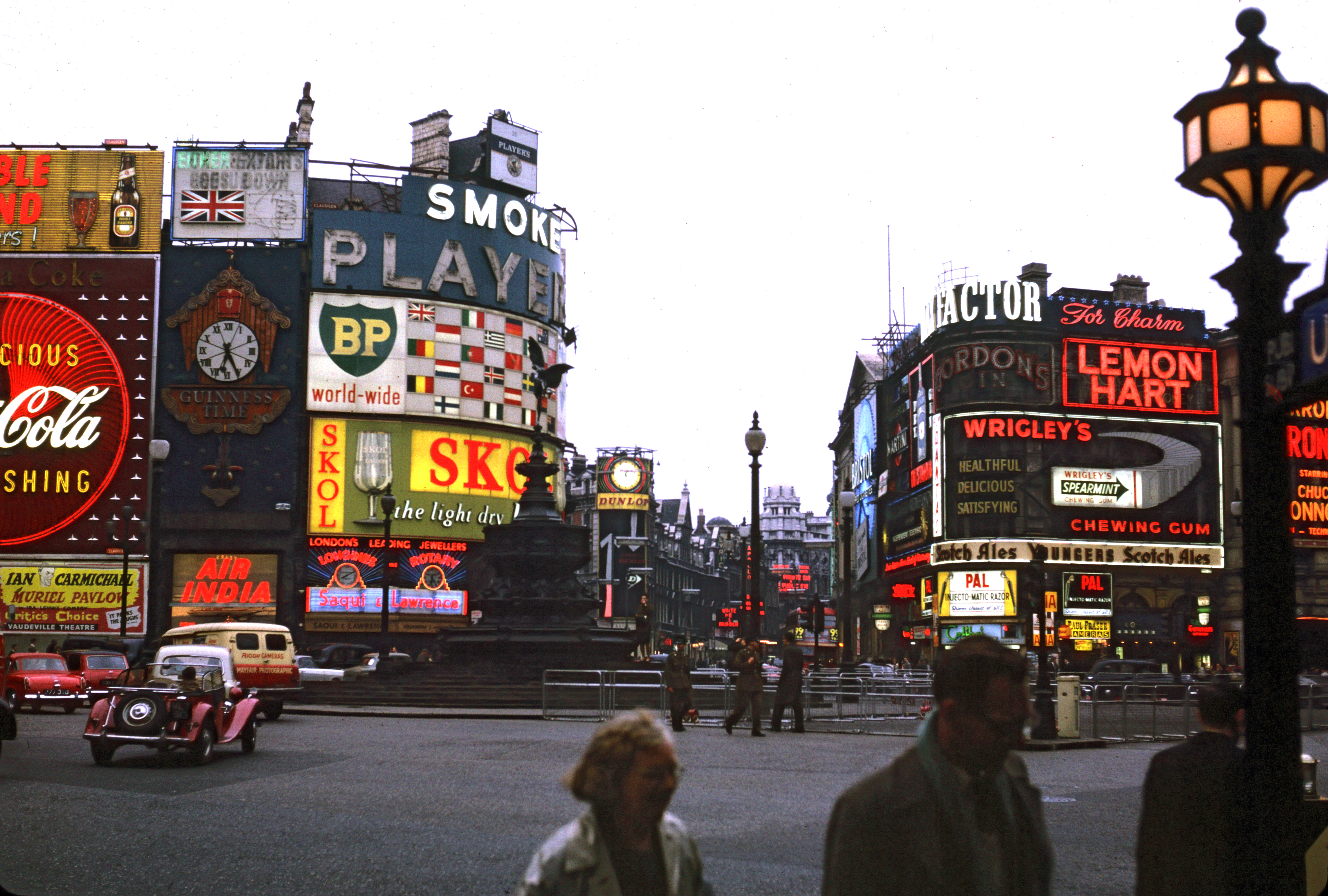
۱۹۶۲
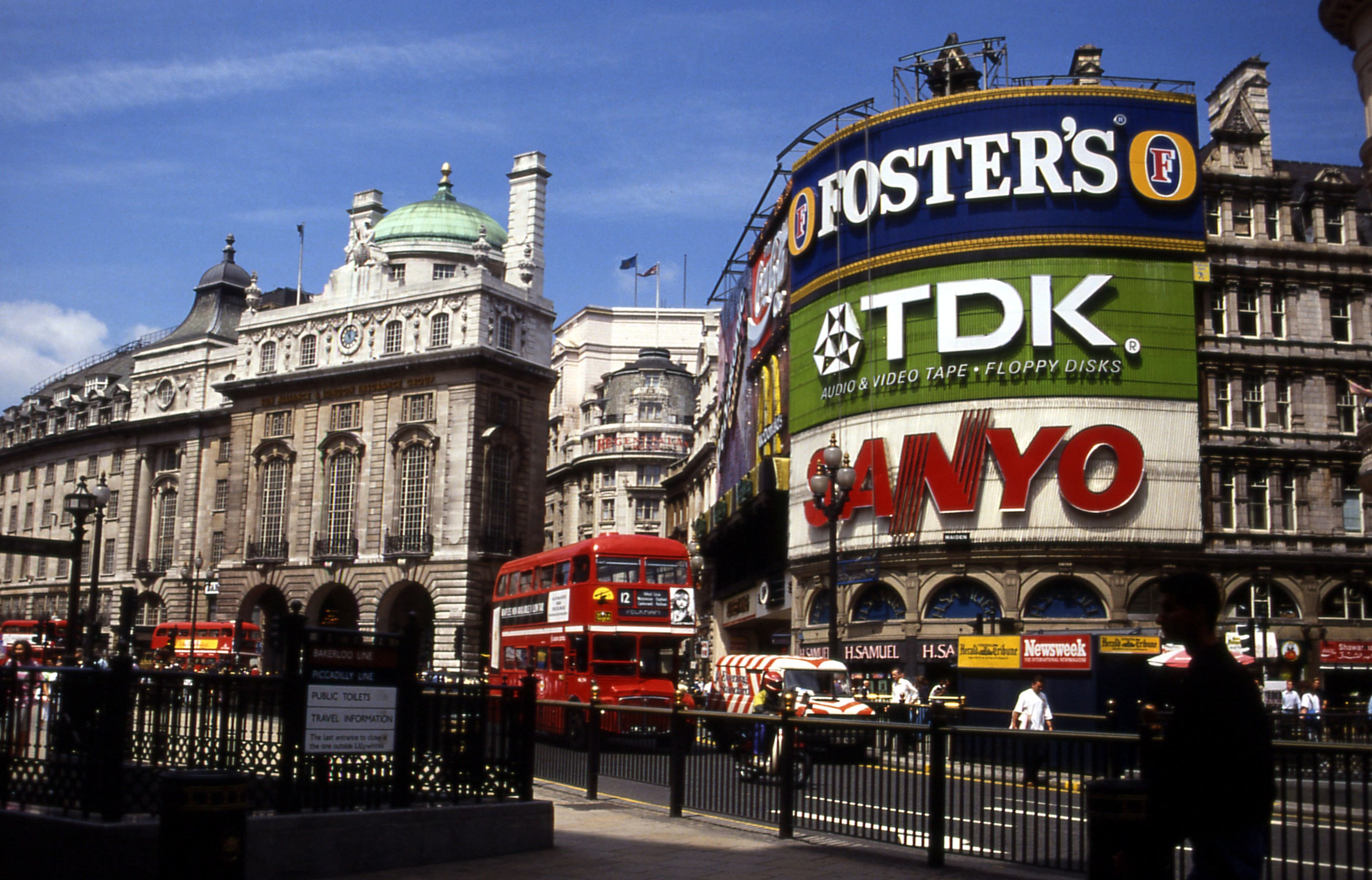
۱۹۹۲
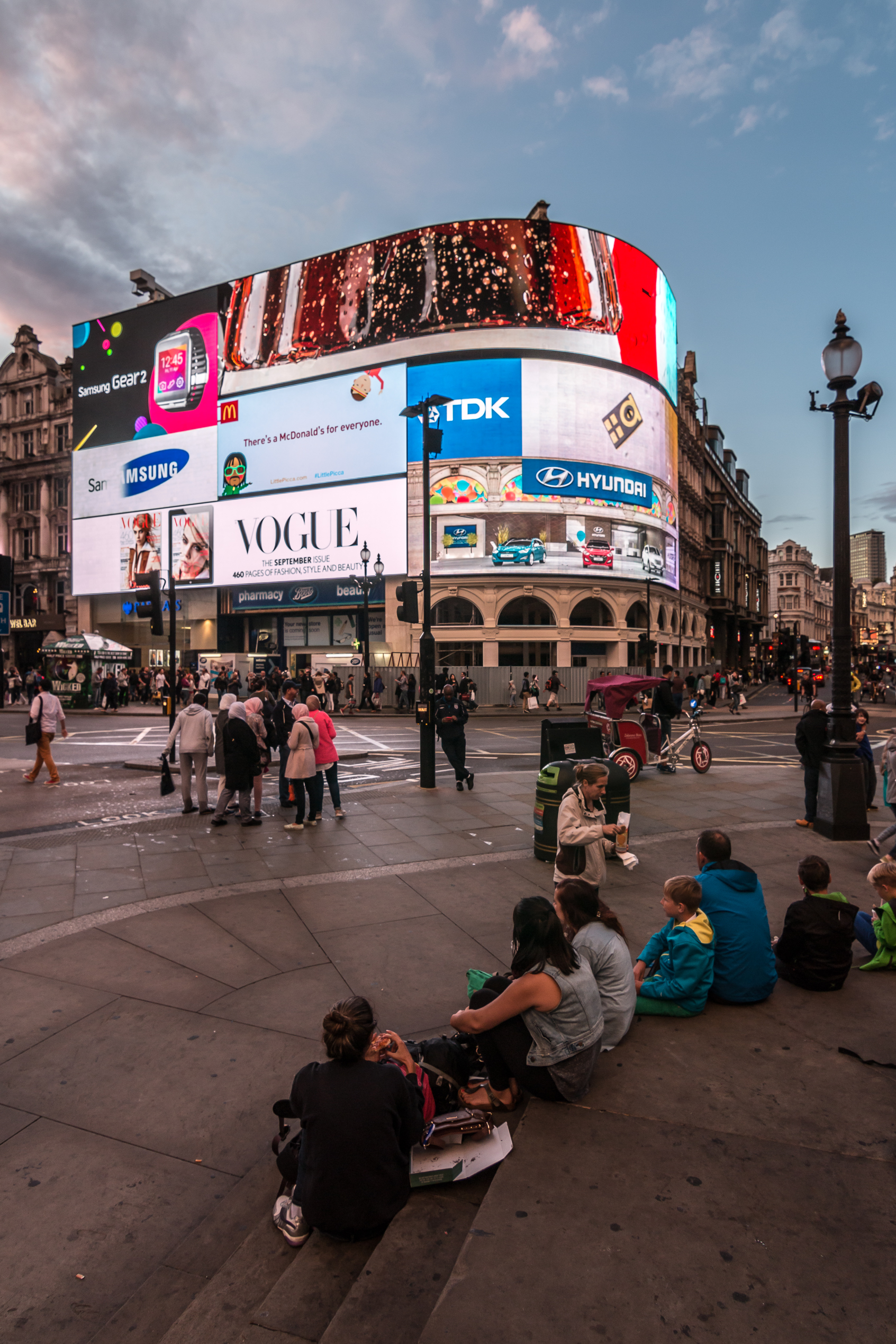
۲۰۱۴
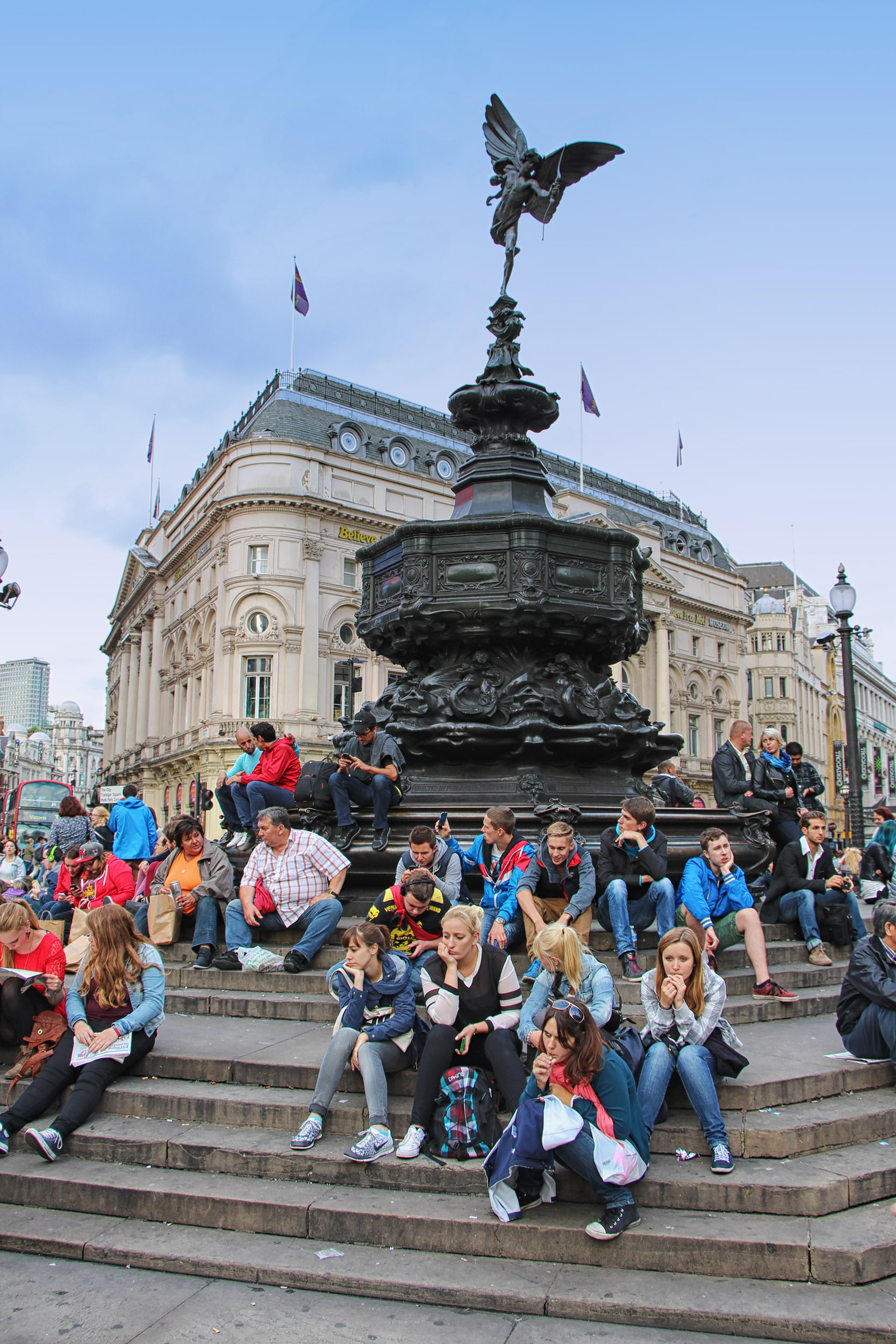
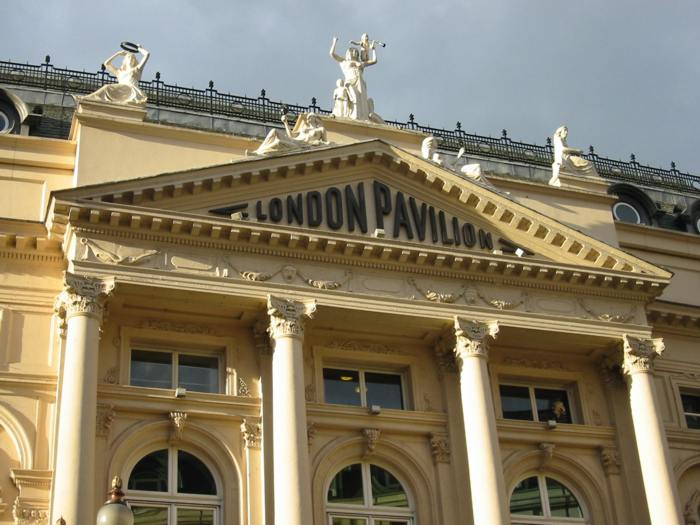
تئاتر پویلیون لندن